# تشارلز ويستون هوك
تشارلز ويستون هوك هو محامي وقاضي وسياسي أمريكي، ولد في 16 أبريل 1933 في فلورنس في الولايات المتحدة، وتوفي في 19 يوليو 2017 في تشارلستون في الولايات المتحدة. انتخب عضو مجلس نواب كارولاينا الجنوبية ‏.